# Woollahra, New South Wales
Woollahra este o suburbie în Sydney, Australia.